# Breithornzwilling Este
El Breithornzwilling Este, Breithornzwilling E (en alemán) o Gemello del Breithorn Orientale (en italiano) es una cima del monte Breithorn que alcanza la cota de 4.106 m s. n. m. Se encuentra en el grupo del Monte Rosa en los Alpes Peninos. Está colocada a lo largo de la línea fronteriza entre Italia (Valle de Aosta) y Suiza (Cantón del Valais). Si al Breithorn Oriental se le considera parte del "Gemelo del Breithorn", pasa a ser llamado Gemelo occidental del Breithorn (Westlicher Breothornzwillin) y entonces esta otra cima se la llama "Gemelo oriental del Breithorn" (en alemán, Östlicher Breithornzwilling). Cuando se habla del Breithornzwillinge / Gemello del Breithorn, simplemente, se refieren a esta cumbre.

## Clasificación SOIUSA
Según la clasificación SOIUSA, el Breithornzwilling Este pertenece al grupo Cadena Breithorn-Lyskamm, que tiene el código I/B-9.III-A.1. Forma parte del gran sector de los Alpes del noroeste, sección de los Alpes Peninos, subsección Alpes del Monte Rosa, supergrupo Grupo del Monte Rosa.

## Características

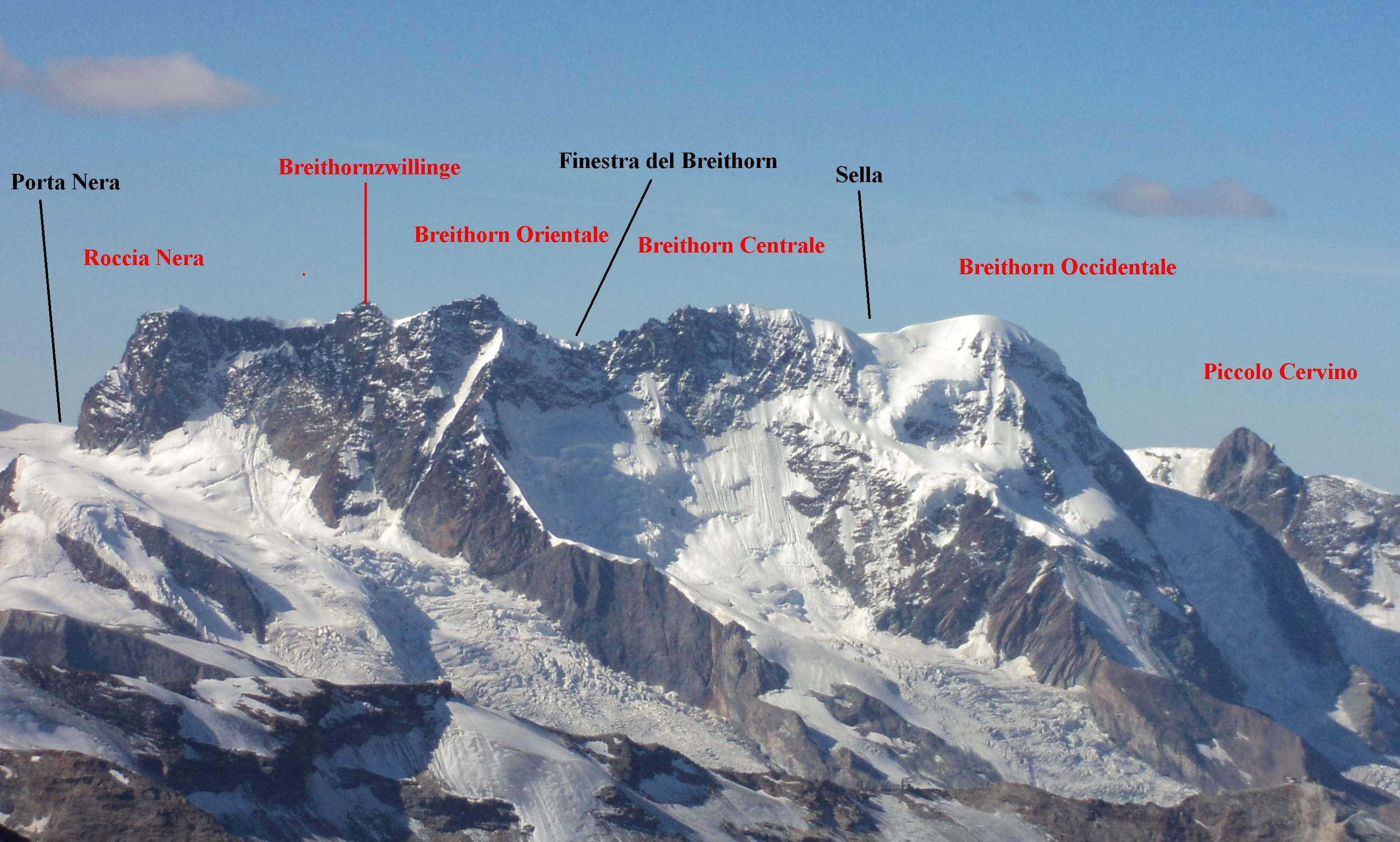
El monte Breithorn con las diversas cimas.

El Breithornzwillinge se encuentra entre el Breithorn Oriental y la Roccia Nera. Está particularmente pegado al Breithorn Oriental; de ahí el nombre con el que se llama ("Gemelo del Breithorn Oriental").

## Ascenso a la cima

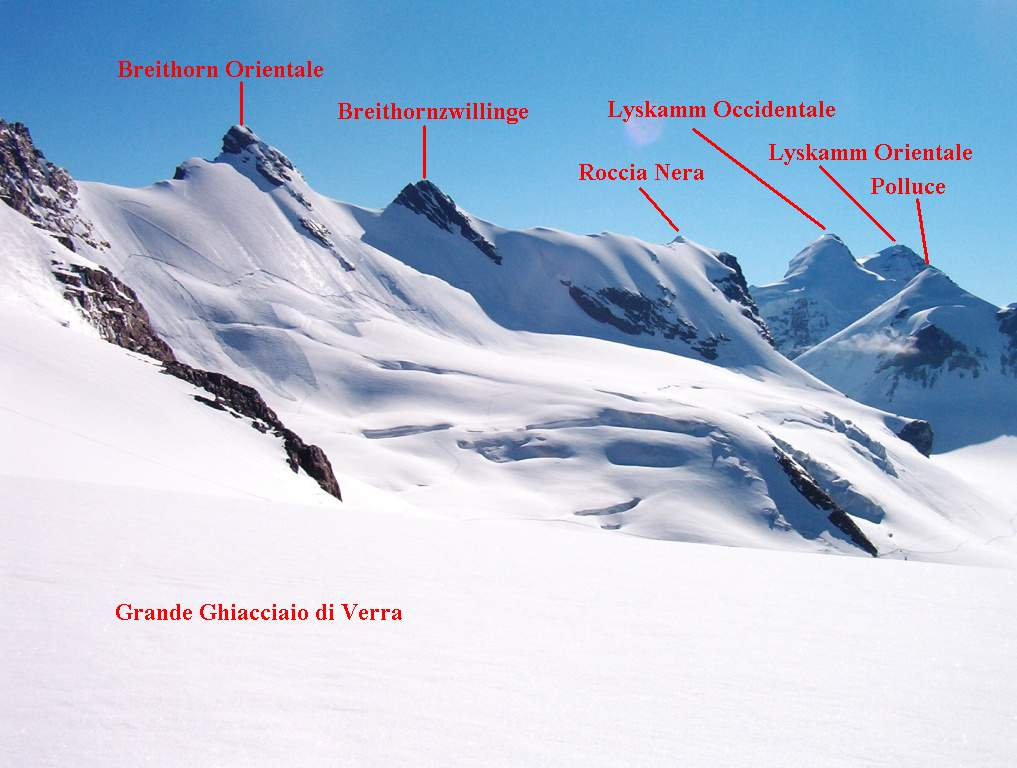
Vertiente italiana del Breithorn con indicaciones de las cimas.

El ascenso a la cima presenta dificultad alpinística mayor que respecto a las otras cimas del monte Breithorn. Se puede partir del Pequeño Cervino (a donde llega el teleférico de Zermatt) y se recorre parte del gran glaciar de Verra, marchando por la huella que sale primero al Breithorn cima oeste y luego al central. Se llega sopre la huella que sale del Vivac Rossi y Volante. Se sale luego a la cresta entre la Roccia Nera y el Breithornzwillinge. Al final se llega a la cresta este.
El Breithornzwillinge puede ser alcanzado igualmente recorriento la travesía integral del Breithorn.